# Panslavisme

De Slavische gebieden van Europa

De term panslavisme (ook wel pan-slavisme) dateert uit de eerste helft van de negentiende eeuw en werd voor het eerst gebruikt door de Hongaar Ján Herkel, die een verenigde Slavische taal vormde met verschillende dialecten. Daarnaast zijn verschillende auteurs en critici bezig geweest met het panslavisme. De Slowaakse dichter Ján Kóllar heeft bijvoorbeeld wezenlijk bijgedragen aan de formuleringen van dit concept.
Het begrip panslavisme wordt door menig man gebruikt om de creatie van politieke en culturele eenheid van alle Slavische volkeren aan te duiden. Echter bestaat er een misvatting dat voorstanders van Slavische eenheid noodzakelijk een gezamenlijke staat wilden stichten. De eerste grote politieke stap, het pan-Slavische congres in 1848, ontstond in de geest van de Slavische wederopleving.
Oorspronkelijk oriënteerde het panslavisme, dat alle Slavische volkeren in eenheid verbonden wilde zien, zich op Rusland. Rusland was immers sterk genoeg om weerstand te bieden aan de in de 19e eeuw ingezette politiek van germanisering (in vooral Oostenrijk-Hongarije) van de Slavische volkeren.
De term panslavisme bloeide opnieuw op na de Eerste Wereldoorlog, met de stichting van Tsjecho-Slowakije en Joegoslavië.

## Oorsprong
Sommige auteurs menen dat het idee van panslavisme zich al nestelde aan het begin van de zestiende eeuw, bij de Kroaat Pribojević die in 1532 het boek "De origine successibusque Slavorum" schreef. In dit boek schrijft hij aan de inwoners van Venetië, dat het toenmalige Dalmatië naast westerse banden, ook veel Oost-Europese banden heeft en dat hij trots is om deel uit te mogen maken van dit Slavische volk. Een andere Kroatische schrijver, Križanić, publiceerde in 1666 zijn oeuvre On Politics, waarin hij pleitte voor de bevrijding van Slavische volkeren van westerse invloeden. Deze ideeën kunnen worden gezien als een voorloper van het pro-Russische panslavisme in de loop van de negentiende eeuw.
Panslavisme ontwikkelde zich hevig verder in Rusland in de negentiende eeuw onder invloed van de Germaanse romantiek en het liberalisme in het westen. De doctrine werd het meest geprezen door Russische intellectuelen, waaronder de filosofen en auteurs Dostojevski en Danilevsky. Danilevsky voorzag een Russische oorlog met Europa die zou eindigen in een federatie van Oost-Europese volkeren, oftewel de Slavische volkeren, Grieken, Hongaren, en Turkse Ottomanen. Doordat de Russische regering zich richtte op een federatie, werden revoluties en problemen binnen Rusland genegeerd. Slavische volkeren in het Ottomaanse Rijk, zoals de huidige Bosniërs, gebruikten deze vorm van Russisch pan-Slavisme om de strijd aan te gaan met Turkse regeerders.
De Decembristenopstand in 1825 en Novemberopstand in 1830, die werden gehouden om de tsaristische aristocraten ten val te brengen, verdeelden het panslavisme in Rusland in pro-Russische en anti-Russische groepen.

## Ideologie
Het panslavisme was als idee heterogeen. Er waren voorstanders van slechts losse samenwerking op cultureel gebied, maar ook voorstanders van het smeden van een politieke federatie waarin alle Slavische volkeren zouden moeten opgaan. Ook zijn in de loop der geschiedenis pogingen ondernomen tot het creëren van een universele Slavische taal. Een modern voorbeeld hiervan is het Interslavisch.
Vooral onder Tsjechen, Kroaten en Slovenen vond het panslavisme aanhang, waarbij moet worden opgemerkt dat de panslavistische ideeën in het begin nagenoeg uitsluitend door intellectuelen werden aangehangen en brede steun in de bevolking ontbeerden.
Een van de grootste Europese bewegingen was die van de 'Slavische wederopleving'. In deze bewegingen ondervonden verschillende Slavische volkeren nieuwe vormen van nationalisme. De Slavische volkeren bestonden uit Russen, Polen, Oekraïners, Wit-Russen, de Roethenen; de Tsjechen en Slowaken; en de Zuidelijke Slaven, oftewel de Slovenen, Kroaten, Serviërs, en Bulgaren. In Servië schreef Vuk Karadžić, een nieuw Servisch alfabet, verschillende liederen en een vertaling van het Nieuwe Testament, in Tsjechië publiceerde František Palacký History of the Czech People, als bouwsteen voor het nieuwe nationalisme, en in Polen werd de auteur Adam Mickiewicz erg belangrijk voor de literatuur over de trotse vaderlandse geschiedenis. Deze beweging kan gezien worden als de basis voor het latere panslavisme, maar toendertijd lag de focus niet op hereniging van volkeren, maar op eigen nationalisme. Het belangrijkste doel was weerstand bieden tegen germanisering.
Door Slavofoben, zoals de Hongaarse chauvinisten, werd panslavisme als term alleen gebruikt om de creatie van een verenigde staat door de 'vijand' aan te duiden. Zo probeerden ze ook andere groepen te overtuigen van het 'gevaar' van panslavisme.
Veel gebruikte symbolen zijn de pan-Slavische kleuren: rood, wit en blauw, en het pan-Slavische volkslied: Hej, Slované.

## Pan-Slavisch Congres van 1848
In 1848 vond in Praag het eerste pan-Slavische Congres plaats, als gevolg van de Slavische wederopleving van begin negentiende eeuw. Het grootste deel van de afgevaardigden kwam uit Oostenrijk-Hongarije, maar er waren ook een paar van Balkanese en Poolse komaf. De Slavische wederopleving draaide vooral om de anti-germanisering van (Oost-)Europa, maar er was niet zozeer een afkeer tegen Oostenrijk-Hongarije of Habsburg. De meerderheid van het congres bestond uit Austroslaven, die het er over eens waren dat Oostenrijk-Hongarije als politieke pilaar zou moeten gelden voor de Slavische volkeren, die enerzijds naar de Russen en anderzijds naar de Germanen trokken. De conclusie van het congres uitte in gelijke rechten voor alle nationaliteiten binnen de Slavische volkerengroep.

## Panslavistische stromingen
Er bestonden meerdere actiegroepen die streden voor een verenigd Slavisch Rijk, zoals de 'Verenigde Slaven' en de 'Slavofielen'. Een van de bekendere Slavofielen, Aleksei Stepanovich Khomiakov, beweerde dat buurlanden van Slavische landen mogelijk een dreiging konden vormen voor de Russische invloed in deze gebieden.
Volgens hem was de enige mogelijke oplossing het vormen van een panslavistische staat te vormen onder gezag van Rusland. In het begin waren Slavofielen niet te spreken over Russische dominantie over andere Slavische volkeren. Echter probeerde Rusland door de negentiende eeuw heen de nieuwe hegemoniale macht te worden door het verspreiden van hun ideologie. Hierdoor veranderde de culturele agenda van Slavofielen in een politieke agenda.
Omdat los van de socialistische geschiedenis, Europese Slavische volkeren geen andere verenigde factor delen, bestaan er binnen het Pan-Slavisme verschillende stromingen en benaderingen, zoals kerkelijk fundamentalisme, nationalisme en racisme.

## Panslavisme in het noorden
Panslavisme in het noorden verschilde met panslavisme in het zuiden. De Tsjechen, Slowaken en Polen wilden meer zelfbeschikking en een grote autonomie verwerven. Met name de Tsjechen beschikten over het kroonland Bohemen, dat reeds lang een juridische status in de monarchie had. De Slowaken leefden grotendeels ook onder Hongaarse jurisdictie, hetgeen het doorzetten van hun eisen veel minder geaccepteerd maakte.

## Panslavisme in het zuiden
Panslavisme in het Zuiden ontwikkelde zich het meest in de laatste kwart van de negentiende eeuw. Enerzijds draaide panslavisme om meer zelfstandigheid voor de Kroaten, die sinds 1867 onder de Hongaarse kroon vielen, anderzijds draaide het om de opkomende gedachte dat Serviërs en Kroaten met elkaar verbonden waren en dienden te streven naar een eigen eenheid, weliswaar binnen de Oostenrijks-Hongaarse monarchie. De annexatie en latere inlijving van Bosnië en Herzegovina maakte deze eenheid volgens velen nog dringender. Servië zag er ook een middel in om zijn traditionele vijand Oostenrijk mee te destabiliseren. Ten slotte speelde het ook voor de Slovenen, die waren verspreid over verschillende kroonlanden, waarin ze in geen geval behalve een, de meerderheid hadden. Het panslavisme was voor hen een overlevingskwestie.

#### Taal en Cultuur
De talen in Slovenië, Servië, Bosnië en Kroatië komen sterk overeen, maar de kleine verschillen blijken diepere culturele oorzaken te hebben. Slovenen en Kroaten voelen zich door hun rooms-katholicisme meer verbonden met West-Europa en hanteren daarom het westers geschrift. Bosniërs en Serviërs zijn daarentegen overwegend Oost-Europees orthodox, en hanteren daarom, net zoals in Rusland, het Cyrillisch schrift. De Bosnische bevolking bestaat daarnaast uit relatief veel moslims, gezien Bosnië onderdeel uit heeft gemaakt van het Ottomaanse Rijk. Door de Slavische wederopleving werd er nadruk gelegd op taal en identiteit. Dit creëerde een verbintenis en leidde tot de benaming van de 'Southern Slavs of Yugoslavs
In de negentiende eeuw wilden Slavische intellectuelen één verenigde Slavische taal vormen, waarbij elk land een eigen 'dialect' zou hebben. Een eeuw later was dit idee vervaagd, en werden alle talen van Slavische volkeren als zelfstandige, verschillende, talen gezien.

## Moderne ontwikkelingen
In Rusland vond er daarentegen eind 1990 en begin jaren 2000 een herleving plaats van het panslavisme, omdat dit samenging met vragen rondom de 'Russische identiteit' die zich hadden gevormd na de val van de Sovjet-Unie. Er hebben recentelijk ook meerdere pan-Slavische congressen van Slavische volkeren plaatsgevonden, in Praag (1998), Moskou (2001), Minsk (2005), en Kiev (2010) om hun gedeelde Eurosceptische en antiwesterse ideeën te bespreken. Er heerst ook nog steeds een panslavistiche gedachte in het Russische gedachtegoed. Dit is te zien in het verkiezen van Slavische landen boven andere landen in verschillende internationale betrekkingen.

## Voormalige pan-Slavische staten
- Joegoslavië
- Tsjecho-Slowakije

## Mislukte fusie
- Pools-Tsjechoslowaakse Confederatie tussen Polen en Tsjecho-Slowakije

## Voorgestelde fusie
- Unie van Rusland en Wit-Rusland tussen Rusland en Wit-Rusland (1997)